# Sulfure de calcium
Pour les articles homonymes, voir CAS.
Le sulfure de calcium est le composé chimique de formule brute CaS. Ce sel blanc cristallise dans le système cubique comme le sel de table (NaCl). Le sulfure de calcium a été étudié en tant qu'élément d'un processus qui permettrait de recycler le gypse (CaSO4) ou d'un produit de désulfuration des gaz de combustion. Il a aussi été étudié en tant que résidu du procédé Leblanc qui permet d'obtenir du carbonate de sodium à partir de sel marin. Comme beaucoup de sels contenant des ions sulfure, S2−, le sulfure de calcium a une odeur d’œuf pourri due à l'hydrogène sulfuré, H2S, issu de l'hydrolyse du composé.
En termes de structure atomique, CaS cristallise avec le même motif que le chlorure de sodium ce qui indique que les liaisons dans ce composé sont hautement ioniques. Le haut point de fusion (2 525 °C) du composé anhydre est aussi cohérent avec un solide ionique. Dans le cristal, chaque ion sulfure est entouré d'un octaèdre de six cations calcium, Ca2+ et réciproquement chaque Ca2+ est au centre d'un octaèdre de 6 ions S2−

## Production
Le sulfure de calcium est produit par la réduction carbothermique du sulfate de calcium accompagnée simultanément de l'oxydation du carbone (charbon) en dioxyde de carbone :
CaSO4 + 2 C → CaS + 2 CO2
et d'une réaction parasite qui produit de la chaux et du dioxyde de soufre :
3 CaSO4 + CaS → 4 CaO + 4 SO2
Deux réactions du procédé Leblanc basé sur la réduction thermo-chimique du sulfate de sodium permettent cependant de s'affranchir de cette limitation : 
Na2SO4 + 2 C → Na2S + 2 CO2
Na2S + CaCO3 → CaS + Na2CO3
Le sulfure de calcium CaS produit par le procédé Leblanc n'étant pas valorisable, le rejet de millions de tonnes de sulfure de calcium très alcalin dans l'environnement a longtemps été une énorme source de pollution car l'anion sulfure est très basique.

## Réactivité et usages

### Hydrolyse en solution aqueuse
Le sulfure de calcium s'hydrolyse au contact de l'eau et de l'humidité en donnant un mélange d'hydrogenosulfure de calcium et de chaux (Ca(HS)2, Ca(OH)2 et Ca(HS)(OH)) ainsi que du sulfure d'hydrogène (H2S) :
CaS + H2O → Ca(HS)(OH)
Ca(HS)(OH) + H2O → Ca(OH)2 + H2S

### Bouillie nantaise
Le lait de chaux, Ca(OH)2 dissout à saturation dans H2O, réagit également avec le soufre élémentaire pour donner une chaux sulfurée, la bouillie nantaise, qui a été utilisée comme insecticide. Cette réaction fait appel à la dismutation du soufre élémentaire en conditions alcalines en ions sulfures (S2−) et ions sulfites (SO32−). 
La plus simple des réactions décrivant la dismutation du soufre survenant dans la préparation de la bouillie nantaise est la suivante:
3 S2 + 6 Ca(OH)2 → 4 CaS + 2 CaSO3 + 6 H2O
Hajjatie et al. (2006), proposent également d'autres équations chimiques de stœchiométrie différente pouvant également décrire la dismutation du soufre en conditions très alcalines comme celles imposées par la chaux. Une de leurs réactions conduisant à la formation d'espèces dimériques réduites et oxydées du soufre est la suivante:
3 S2 + 3 Ca(OH)2 → 2 CaS2 + CaS2O3 + 3 H2O
où l'espèce S22−  correspond à l'anion disulfure −S–S− (avec un lien covalent entre les 2 atomes de soufre) tel qu'également rencontré dans la pyrite (FeS2), un disulfure de Fe(II). L'espèce S2O32− est celle du thiosulfate.
Les sulfures possèdent également une tendance marquée à la concaténation pour former des polysulfures. 
La substance active est vraisemblablement un polysulfure de calcium non répertorié.

### Autres usages
En homéopathie, Hepar Sulfuris Calcareum plus communément appelé Hepar Sulfur, qui résulte de la trituration au rouge d'un mélange de soufre et de coquilles d'huître riches en CaCO3 et matière organique (agent réducteur), contient essentiellement du sulfure et des polysulfures de calcium.
Le sulfure de calcium est phosphorescent et brille en rouge sang jusqu'à une heure après le retrait d'une source lumineuse.

### Caractère corrosif
Le sulfure de calcium est très corrosif vis-à-vis des métaux, car comme tous les sulfures il produit de la corrosion sous contrainte et il s'oxyde aussi facilement à l'air pour donner des thiosulfates S2O32− responsables de sévères problèmes de corrosion par piqûre. Comme toutes les espèces réduites du soufre il est susceptible d'occasionner de gros dégâts liés à la corrosion.

## Occurrence naturelle
L'oldhamite est le nom de la forme minéralogique de CaS. C'est un composant rare de certaines météorites important pour la compréhension de la nébuleuse solaire,. Porter à haute température des résidus de charbon peut aussi produire ce minéral.

## Utilisation
Parmi les utilisations du sulfure de calcium on notera notamment:
- les peintures économiques
- l'épilage des peaux avant leur tannage
- la séparation des minerais
- le traitement du papier kraft
- le traitement du caoutchouc (vulcanisation)
- la préparation du sulfure d'hydrogène pur, et
- les insecticides.